# Pattinaggio di velocità ai XXIV Giochi olimpici invernali - 10000 m maschile
La gara dei 10000 metri maschile di pattinaggio di velocità dei XXIV Giochi olimpici invernali di Pechino è stata disputata l'11 febbraio 2022 sulla pista del National Speed Skating Oval a partire dalle ore 16:00 (UTC+8). Vi hanno partecipato 12 atleti provenienti da 9 nazioni.
La competizione è stata vinta dal pattinatore svedese Nils van der Poel, mentre l'argento e il bronzo sono andati rispettivamente all'olandese Patrick Roest e all'italiano Davide Ghiotto.

## Record
Prima della competizione il record del mondo e il record olimpico erano i seguenti:
| Record mondiale | 12'32"95 | Nils van der Poel Svezia | 14 febbraio 2021 Heerenveen, Paesi Bassi  |
| Record olimpico | 12'39"77 | Ted-Jan Bloemen Canada   | 15 febbraio 2018 Gangneung, Corea del Sud |

Durante la competizione è stato battuto il seguente record:
| Data        | Evento     | Atleta            | Nazione | Tempo    | Record          |
| ----------- | ---------- | ----------------- | ------- | -------- | --------------- |
| 11 febbraio | Batteria 5 | Nils van der Poel | Svezia  | 12'30"74 | Record mondiale |

## Risultati
| Pos.    | Batteria | Corsia | Atleta               | Nazione       | Tempo    | Distacco | Note                          |
| ------- | -------- | ------ | -------------------- | ------------- | -------- | -------- | ----------------------------- |
| Oro     | 5        | I      | Nils van der Poel    | Svezia        | 12'30"74 | -        | Record mondiale               |
| Argento | 2        | O      | Patrick Roest        | Paesi Bassi   | 12'44"59 | +13"85   |                               |
| Bronzo  | 5        | O      | Davide Ghiotto       | Italia        | 12'45"98 | +15"24   | Record nazionale              |
| 4       | 4        | O      | Jorrit Bergsma       | Paesi Bassi   | 12'48"94 | +18"20   |                               |
| 5       | 4        | I      | Aleksandr Rumyantsev | ROC           | 12'51"33 | +20"59   | Record nazionale              |
| 6       | 1        | O      | Graeme Fish          | Canada        | 12'58"80 | +28"06   |                               |
| 7       | 3        | O      | Patrick Beckert      | Germania      | 13'01"23 | +30"49   |                               |
| 8       | 6        | I      | Ted-Jan Bloemen      | Canada        | 13'01"39 | +30"65   |                               |
| 9       | 2        | I      | Michele Malfatti     | Italia        | 13'01"42 | +30"68   | Miglior prestazione personale |
| 10      | 6        | O      | Bart Swings          | Belgio        | 13'02"43 | +31"69   |                               |
| 11      | 3        | I      | Ryosuke Tsuchiya     | Giappone      | 13'02"49 | +31"75   |                               |
| 12      | 1        | I      | Peter Michael        | Nuova Zelanda | 13'33"53 | +1'02"79 |                               |